# ماهیچه سینه‌ای بزرگ
ماهیچهٔ سینه‌ای بزرگ یا عضلهٔ پکتورالیس ماژور (به انگلیسی: Pectoralis major) ماهیچه‌ای است بادبزنی‌شکل و بزرگ که از دنده‌های حقیقی قفسه سینه، جناغ سینه و ترقوه مبدأ گرفته و به لبه خارجی ناودان بازویی استخوان بازو متصل می‌گردد و قابل لمس است. انقباض این عضله موجب نزدیک شدن بازو به تنه، خم شدن به جلو و چرخش داخلی بازو می‌شود.
سر ثابت این ماهیچه در بخش ترقوه‌ای از دوسوم سطح داخلی و قدامی تَرقُوه (چَنبَره) و در بخش جناغی از لبه سطح قدامی جناغ سینه و غضروف شش دنده اول شروع می‌شود و سر متحرک هر دو بخش به سطح خارجی بازو (فاصله پنج سانتی بازو) می‌چسبد.

## توصیف
ماهیچه سینه‌ای بزرگ بزرگ‌ترین و سطحی‌ترین ماهیچه جدار قُدامی است. پهن و سه‌گوش، بادبزنی‌شکل و ضخیم است. کنارهٔ تحتانی آن چین زیربغلی (اگزیلاری) قدامی را ایجاد می‌کند که مشخص‌کنندهٔ کنارهٔ قدامی تحتانی زیربغل است.
ماهیچه سینه‌ای بزرگ دو خاستگاه اصلی دارد. ترقوه‌ای (کلاویکولار) و جناغی‌دنده‌ای (استرنوکوستال).
سر ترقوه‌ای از نیمهٔ داخلی سطح قدامی ترقوه.
سر جناغی‌دنده‌ای از نیمهٔ عرضی سطح قدامی جناغ (تا ششمین یا هفتمین غضروف) و از غضروف‌های تمام دنده‌های حقیقی و نیام ماهیچه مایل شکمی. اغلب رشته‌های این سر به طرف پایین و داخل ادامه مسیر می‌دهند تا به جدار قدامی شکم وصل شده و بخش شکمی ماهیچه را تشکیل می‌دهند.
رشته‌هایی که از مبدأ ترقوه‌ای می‌آیند معمولاً توسط یک شکاف از الیاف مبدأ جناغی‌دنده‌ای مجزا هستند. ماهیچه توسط یک زردپی به پهنای پنج سانتی‌متر به لبهٔ خارجی ناودان میان‌تکمه‌ای (اینترتوبرکولار) استخوان بازو می‌چسبد. این زردپی، شامل یک ورقه قدامی و یک ورقه خلفی است. ورقه قدامی ضخیم‌تر از ورقه خلفی است. رشته‌های ترقوه‌ای در ورقه قدامی شرکت می‌کنند و ممکن است تا اتصالات دالی (دلتوئید) ادامه یابند.
رشته‌های ورقه خلفی به استخوان بازو، بالاتر از ورقه قدامی امتداد می‌یابد و یک استطاله از خود خارج می‌کند که پس از پوشاندن ناودان میان‌تکمه‌ای (ناودان دوسَری) با کپسول مفصل شانه مخلوط می‌شود. قسمت شکمی ماهیچه سینه‌ای بزرگ در زیر این قسمت است. بخش جناغی‌دنده‌ای آن برای تشکیل U شکلی با آن در انتهای خود پیچ می‌خورد. پایین‌ترین رشته‌های شکمی نسبت به فیبرهای جناغی‌دنده‌ای عمقی‌ترند.
رشته‌های میانی تشکیل قاعده U شکل را در چین زیربغلی (اگزیلاری) قدامی می‌دهند. قسمت ترقوه‌ای به سمت تحتانی خارجی رفته و به لایهٔ قدامی زردپی U شکل پیوسته و هر چه بیشتر به سمت تحتانی می‌رود. قسمت ترقوه‌ای بر رشته‌های شکمی (ابدومینال) و جناغی‌دنده‌ای تحتانی عمود بوده و بنا براین، این قسمت‌ها دارای کارکردهای متفاوتی هستند. کنار فوقانی ماهیچه سینه‌ای بزرگ از ماهیچه دالی توسط حفرهٔ زیرترقوه‌ای (اینفراکلاویکولار) که آن را ناودان دالی‌سینه‌ای (دلتوپکتورال) هم می‌نامند، جدا می‌شود. از درون حفرهٔ زیرترقوه‌ای، سیاهرگ سری (ورید سفالیک) و شاخه دالی از شاخه‌های سرخرگ سینه‌ای‌سرشانه‌ای (توراکواکرومیال) عبور می‌کند.

## عصب‌دهی
عصب این ماهیچه از عصب سینه‌ای کناری (لترال پکتورال) و اعصاب گردنی تأمین می‌شود. عصب‌دهی این ماهیچه را عصب سینه‌ای داخلی و خارجی که از شبکه بازویی در زیربغل منشأ می‌گیرند، عهده‌دار است. شاخه سینه‌ای سرخرگ سینه‌ای‌سرشانه‌ای خون‌رسانی آن را به عهده دارد.

## کارکرد
هر دو قسمت ماهیچه (ترقوه‌ای و جناغی) قادرند هر یک به تنهایی یا هر دو با هم عمل کنند. اگر هر دو با هم عمل کند استخوان بازو را به حالت نزدیک شدن (اداکشن) و چرخش داخلی) قرار می‌دهند.
رشته‌های ترقوه‌ای (چنبره‌ای) با کمک ماهیچه غرابی‌بازویی (کوراکوبراکیالیس) بازو را به طرف جلو و داخل می‌برند. حرکت مخالف حالت قبل معمولاً توسط نیروی گرانش انجام می‌شود، اما اگر مقاومتی وجود داشته باشد، دسته جناغی‌دنده‌ای با کمک ماهیچه پشتی بزرگ (لاتیسیموس دورسی) و ماهیچه گرد بزرگ (ترس ماژور) حرکت بازگشت را انجام می‌دهند.
اگر مبدأ ماهیچه ثابت باشد اداکشن و درون‌چرخش استخوان بازو انجام می‌شود و اگر انتهای ماهیچه ثابت باشد ماهیچه سینه‌ای بزرگ به بالا بردن سینه در دم عمیق کمک زیادی می‌کند. ماهیچه سینه‌ای بزرگ در راه رفتن با عصا و کار کردن با پارالل به نگهداری وزن بر روی بدن کمک می‌کند.
کارکرد رشته‌های بالایی، خمش و درون‌چرخش مفصل شانه و اداکشن افقی استخوان بازو (به سمت جلو و شانه مخالف) است. کارکرد رشته‌های پایینی پایین بردن کمربند شانه و اداکشن مایل (به سمت جلو و ستیغ تهیگاهی سمت مقابل) است، هنگامی که بازو به‌طور عمودی ابداکشن یافته باشد.
رشته‌های شکمی (فیبرهای ابدومینال)، حداکثر کارایی خود را دارند ولی هم چنان‌که اداکشن پیش می‌رود، به تدریج رشته ماهیچه‌ای بالاتر نیز وارد عمل می‌شوند. این ماهیچه همچنین می‌تواند بازوی بازشده را به حالت عمودی بازگرداند. سپس قسمت ترقوه‌ای آن (که همراه فیبرهای قدامی دالی از جلوی مفصل شانه می‌گذرد) این خمش مفصل شانه را ادامه می‌دهد ولی در اداکشن هیچ نقشی ندارد.
سستی رشته‌های بالایی ماهیچه سینه‌ای بزرگ کاهش قدرت اداکشن افقی، مشکل لمس سرشانه سمت مخالف، کاهش قدرت خمش و درون‌چرخش شانه را به دنبال دارد. با کوتاهی الیاف فوقانی ماهیچه سینه‌ای بزرگ دامنه حرکتی ابداکشن افقی و کنارچرخش شانه کاهش می‌یابد. کوتاهی ماهیچه سینه‌ای بزرگ، استخوان بازو (هومروس) را در وضعیت اداکشن و درون‌چرخش نگه می‌دارد و نهایتاً سبب ابداکشن کتف و دور شدن ان از ستون فقرات می‌شود.
سستی رشته‌های پایینی ماهیچه سینه‌ای بزرگ، باعث کاهش اداکشن مایل (به سمت جلو و ستیغ تهیگاهی سمت استخوان بی‌نام مقابل)، کاهش عمل پیوسته عضله در حرکت مایل از خارج به داخل و به سمت مخالف، نگه داشتن جسم سنگین یا بزرگ با هر دو دست مشکل می‌شود. کوتاهی رشته‌های پایینی ماهیچه سینه‌ای بزرگ پایین افتادن کمربند شانه و کاهش دامنه حرکتی خمش و ابداکشن شانه به‌طور کامل تا بالای سر را درپی دارد.